# Nyt Nordisk Forlag Arnold Busck
Nyt Nordisk Forlag Arnold Busck var et dansk forlag, der blev grundlagt i 1917 af C.E. Nielsen og Otto Halling. 
Allerede i juli 1922 overtages forlaget af Arnold Busck og får derefter navnet Nyt Nordisk Forlag Arnold Busck. Blandt forlagets forfattere var blandt andre Kaj Munk.
I 1966 overtog Nyt Nordisk Forlag Arnold Busck Det Schønbergske Forlag.
Forlaget havde sit domicil på Landemærket 11 i København.
Gyldendal opkøbte i 2016 forlaget og videreførte ikke dets navn som et imprint.